# Marcos Carneiro de Mendonça

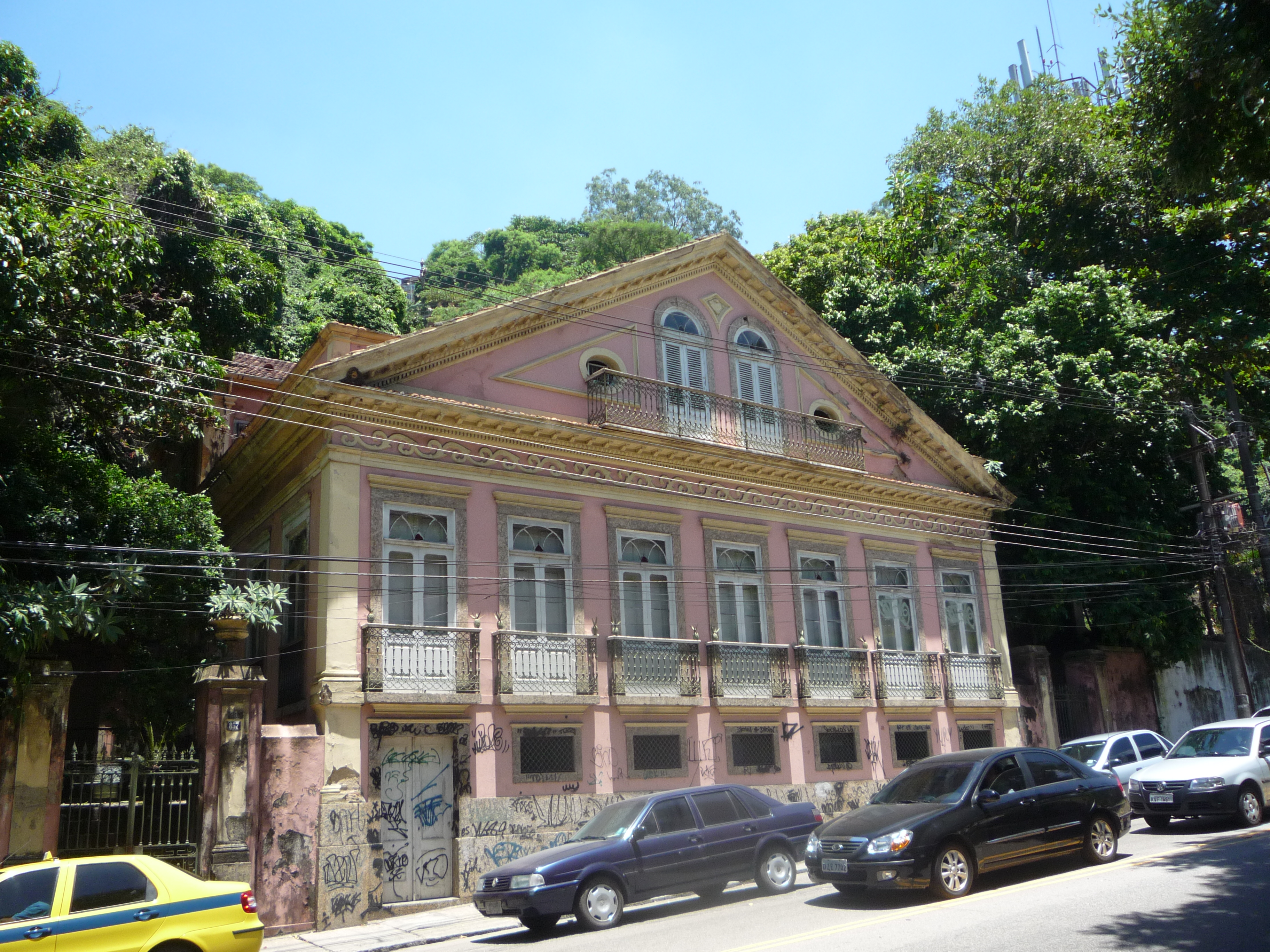
Solar dos Abacaxis - a casa do casal Mendonça no bairro Cosme Velho, após 1944.

Marcos Cláudio Philippe Carneiro de Mendonça (Cataguases, 25 de dezembro de 1894 — Rio de Janeiro, 19 de outubro de 1988) foi historiador, escritor, jogador de futebol e presidente do Fluminense.

## Carreira no futebol
Marcos Carneiro de Mendonça foi o primeiro goleiro da Seleção Brasileira e detém até os dias atuais o título de goleiro mais jovem a ser selecionado, pois tinha 19 anos quando de seu primeiro jogo, contra o Exeter City, da Inglaterra, em 21 de julho de 1914. Foi titular por nove anos, conquistando os campeonatos sul-americanos de 1919 e 1922.
Marcos começou a sua carreira no time do Haddock Lobo, com a fusão com o America passou a defender o time rubro, onde foi campeão carioca de 1913. Tinha 1,87 m de altura.
Estreou pelo seu primeiro clube, justamente contra o Fluminense, clube ao qual dedicaria grande parte de sua vida, ainda em 1910.
Assim como dezenas de sócios e atletas do America, descontentes com a diretoria, Marcos se transferiu para o Fluminense em 1914, tendo sido seu goleiro titular até 1922.
Em 127 jogos pelo Flu, sofreu 164 gols e foi tricampeão carioca em 1917/1918/1919, campeão do Torneio Início de 1916 e da Taça Ioduran de 1919.
Ainda retornou ao Fluminense em 1928,disputando quatro partidas do Campeonato Carioca.
Empresário que atuou à frente da Usina Esperança, passou pela Usina Queiroz Júnior e após encerrar a sua bem sucedida carreira empresarial, adquiriu a biblioteca e coleção de documentos que pertenceram a D. António de Almeida Soares Portugal (1699—1760), 4.° Conde de Avintes, filho do anterior. Foi feito Conde de Lavradio e mais tarde Marquês de Lavradio, passando a se dedicar à escrever e pesquisar. Pesquisador incansável, gostava de se apresentar não como historiador, mas como heurista. Foi presidente do Fluminense F.C. entre 1941 e 1943, conquistando como dirigente, o bicampeonato carioca em 1941, no famoso Fla-Flu da Lagoa.
Casado com a poetisa Anna Amélia Carneiro de Mendonça, pai da crítica teatral Bárbara Heliodora, uma das maiores especialistas em Shakespeare do país, falecida em abril de 2015.

## Principais títulos no futebol
America
- Campeonato Carioca: 1913

Fluminense
- Torneio Início: 1916
- Taça Ioduran: 1919
- Campeonato Carioca: 1917, 1918 e 1919

Seleção Brasileira
- Copa Roca: 1914
- Campeonato Sul-Americano: 1919 e 1922

## Historiador

Em 1970.

Como historiador, Marcos Carneiro de Mendonça foi membro do Instituto Histórico e Geográfico Brasileiro (IHGB) e criador do Centro de Estudos e Pesquisas Históricas (CEPH). Marcos dedicou parte de sua vida à pesquisa sobre o século XVIII no Brasil e especializou-se no período do Marquês de Pombal e seu irmão Francisco Xavier de Mendonça Furtado e as ligações destes com o Brasil.
Sua biblioteca, com cerca de 11 mil volumes,  incluía obras dos grandes viajantes Rugendas, Debret, Maximilian Von Wide, uma coleção Brasiliana completa e ainda 7 mil documentos inéditos, adquiridos dos descendentes do marques de Lavradio, acervo que hoje se encontra na Academia Brasileira de Letras.
Pesquisador reconhecido, publicou, entre outros, os seguintes títulos: O Intendente Câmara (1933), O Marquês de Pombal e o Brasil (1960), A Amazônia na era pombalina (1963), Erário Régio (1968), Raízes da formação administrativa do Brasil, séculos XVI – XVIII (1972), Aula do Comércio (1982), A Independência e a Missão Rio Maior (1984), Rio Guaporé, Primeira fronteira definitiva do Brasil (1986), Século XVIII Século Pombalino no Brasil (1988), pesquisas que desenvolveu em sua biblioteca, as últimas de 1982 a 1988, à frente de uma equipe patrocinada pela Xerox do Brasil, que tinha como coordenador o professor Elmer C. Corrêa Barbosa. Todas estas pesquisas resultaram em livros publicados com o selo da empresa patrocinadora e integram a coleção Biblioteca Reprográfica Xerox, todas as edições esgotadas.
Foi membro também do Conimbricensis Institute, da Sociedade de Geografia do Rio de Janeiro, dos Institutos Históricos de Minas Gerais, Petrópolis, Niterói e Guarujá e do Centro de Estudos da Marinha, de Portugal, tendo sido presidente da Sociedade Capistrano de Abreu.